# Lijst van rijksmonumenten in Katwijk (Noord-Brabant)
De plaats Katwijk (Noord-Brabant) telt acht inschrijvingen in het rijksmonumentenregister.
| Object | Oorspronkelijke functie?  | Bouwjaar              | Architect | Locatie              | Coördinaten?                  | Nr.?   | Afbeelding |
| --- | ------------------------- | --------------------- | --------- | -------------------- | ----------------------------- | ------ | --- |
| Molen van Linden : achtkante korenmolen met balie | Industrie- en poldermolen | (?)/1869              |           | Lange Linden 30      | 51° 45' 0" NB, 5° 51' 0" OL   | 11631  | Meer afbeeldingen |
| St.Martinus: driebeukige neogotische kruiskerk met slanke toren. Mechanisch torenuurwerk | Kerk en kerkonderdeel     | 1884                  | Ch. Weber | Mariagaarde 4        | 51° 45' 3" NB, 5° 52' 17" OL  | 11632  | Meer afbeeldingen |
| Boerderij met woongedeelte dat dwars voor de stal is gebouwd en een rieten zadeldak tussen puntgevels met vlechtingen draagt. Vensters met luiken en zesruitsschuiframen. De stal heeft een met riet en pannen gedekt wolfdak | Boerderij                 | eerste helft 19e eeuw |           | Gansakker 11         | 51° 44' 41" NB, 5° 52' 15" OL | 11633  | Boerderij met woongedeelte dat dwars voor de stal is gebouwd en een rieten zadeldak tussen puntgevels met vlechtingen draagt. Vensters met luiken en zesruitsschuiframen. De stal heeft een met riet en pannen gedekt wolfdak |
| Twaalf kazematten | Kazemat                   | ca. 1939              |           | Groenendijk          | 51° 45' 21" NB, 5° 51' 55" OL | 420214 | Twaalf kazematten |
| Brugkazemat Katwijk Zuid ter verdediging van de spoorbrug en het pontveer over de Maas | Kazemat                   | 1936                  |           | Everdineweerd bij 27 | 51° 45' 11" NB, 5° 52' 15" OL | 420215 | Meer afbeeldingen |
| Raadhuis | Bestuursgebouw en onderdl | 1876                  |           | Lange Linden 4       | 51° 45' 4" NB, 5° 51' 51" OL  | 517520 | Raadhuis |
| School met bovenmeesterhuis | Onderwijs en wetenschap   | 1905                  |           | Lange Linden 5       | 51° 45' 1" NB, 5° 51' 51" OL  | 517521 | School met bovenmeesterhuis |
| Lourdesgrot | Klooster, kloosteronderdl | 1888                  | Hendriks  | Mariagaarde 4        | 51° 45' 4" NB, 5° 52' 17" OL  | 517525 | Meer afbeeldingen |